# Schlacht von Peritheorion
Die Schlacht von Peritheorion wurde am 7. Juli 1345 zwischen den Truppen des Momtschil, des quasi-unabhängigen Herrschers über die Rhodopen, und einer verbündeten Streitmacht byzantinischer Truppen unter Johannes VI. und türkischer Truppen unter Umur Bey von Aydin ausgetragen. Die beiden Heere trafen sich vor den Stadtmauern der Stadt Anastasioupolis-Peritheorion (nahe Xanthi, heute verlassen). Der Ausgang war ein eindeutiger Sieg für Johannes VI., Momtschil hingegen fiel auf dem Schlachtfeld.

## Ursprünge des Konflikts
Ab 1341 hatte im byzantinischen Reich ein Bürgerkrieg zwischen der Partei des noch unmündigen Johannes V. Palaiologos und Johannes VI. Kantakouzenos gewütet. In diesem Kampf riefen beide Seiten fremde Herrscher zu Hilfe. Kantakouzenos verließ sich eingangs auf die Hilfe von Stefan Uroš IV. Dušan von Serbien, 1343 kam ihm auch sein alter Freund Umur Bey zu Hilfe, was seine Position in erheblichem Maße stärkte. 
Im selben Jahr schwor Momtschil, ein bulgarischer Raubritter, der seinen Sitz in den Rhodopen hatte, Johannes VI. Gefolgschaft. Dafür wurde er mit dem Titel eines Sebastokrator belohnt und erhielt die Herrschaft über die Gegend Merope, die sich östlich des Nestos bis nach Komotini erstreckte. Im nächsten Jahr war Umur Bey gezwungen, seine Truppen nach Anatolien zurückzuziehen und Momtschil wechselte auf die Seite Johannes V., wofür er den Titel eines Despotes erhielt. Er begann die Gebiete, die immer noch Kantakouzenos ergeben waren zu plündern und die wenigen verbliebenen türkischen Truppen des Kantakouzenos aufzureiben. Es gelang ihm, einige türkische Schiffe bei Porto Lago zu verbrennen. Als Umur seine Truppen im Frühjahr 1345 nach Europa zurückbeorderte hatte sich Momtschil, der von seiner Position im Niemandsland zwischen Serbien, Bulgarien und Byzanz profitierte, de facto zum unabhängigen Herrscher über die Rhodopen aufgeschwungen.

## Schlacht
Im späten Frühjahr 1345 erreichten Umurs Truppen Thrakien (den Quellen zufolge 20.000 Mann). Er und Kantakouzenos machten sich nun daran, Momtschil zu unterwerfen. Die beiden Armeen trafen sich am 7. Juli vor Peritheorion. Momtschil versuchte der viel größeren feindlichen Streitmacht auszuweichen und sich hinter die Mauern von Peritheorion zurückzuziehen, doch die Bürger der Stadt verschlossen ihm die Tore. Die folgende Schlacht glich eher einer Flucht; die zahlreicheren Türken vernichteten die Truppen Momchils.

## Folgen
Nach dem Tod des Rebellen erlangten die Truppen des Kantakouzenos die Kontrolle über die Region Merope zurück. Die dominierende Rolle der Türken im Geschehen ließ allerdings bereits die wenige Jahre später einsetzende türkische Eroberung des Balkans erahnen. Momtschils bewegtes Leben und seine historisch verklärte Rolle als Verteidiger gegen die Türken sicherten ihm einen Platz in der örtlichen Folklore.